# Massacre de Portella della Ginestra
Le Massacre de Portella della Ginestra est un des actes les plus violents de l'histoire criminelle et politique de la République italienne, ayant eu lieu en Sicile le 1er mai 1947, durant les festivités de la Fête du travail et dans la frazione de Portella della Ginestra à Piana degli Albanesi. On dénombre un total de 11 morts et de 27 personnes gravement blessés pour une soixantaine de personnes touchées (hommes, femmes et enfants confondus). 
Les responsables de ce massacre furent les membres de la bande criminelle et mafieuse de séparatistes siciliens dirigée par Salvatore Giuliano. Les motifs et intentions réelles de ce massacre sont actuellement un sujet de controverse et le massacre reste encore aujourd'hui classé parmi les secrets d'État italiens.

## Le massacre

### Déroulement
Le 1er mai 1947, à l’occasion de la fête du Travail, 3 000 paysans se réunissent en famille à Portella della Ginestra (province de Palerme). Ils sont la cible d'une fusillade tuant 11 personnes et en blessant 27 autres. 
Le ministre de l'Intérieur, le sicilien Mario Scelba prétend devant le Parlement, qu'il s'agit d'un conflit entre paysans, alors que rapidement, la culpabilité du bandit Salvatore Giuliano et ses liens avec la mafia sont établis.

### Les victimes
Le massacre de Portella della Ginestra fit onze morts :
- Margherita Clesceri, 37 ans.
- Giorgio Cusenza, 42 ans.
- Giovanni Megna, 18 ans.
- Francesco Vicari, 22 ans.
- Vito Allotta, 19 ans.
- Serafino Lascari, 15 ans.
- Filippo Di Salvo, 48 ans.
- Giuseppe Di Maggio, 13 ans.
- Castrense Intravaia, 18 ans.
- Giovanni Grifò, 12 ans.
- Vincenza La Fata, 8 ans.

Outre les onze morts, le massacre fit aussi 27 blessés (dont Damiano Petta, Francesca Di Lorenzo, Eleonora Moschetto, Salvatore Marino, Pietro Schirò, Giuseppe Parrino, Giuseppe Muscarello et Vito Dorangricchia). Parmi ceux-ci, certains moururent peu de temps après à la suite des graves blessures infligées.

## Causes possibles

### Contextes politiques
Depuis mai 1893, durant la période des Faisceaux siciliens (mouvement d'inspiration démocratique et socialiste sicilien à ne pas confondre avec le Parti national fasciste), les paysans des communes de Piana degli Albanesi, San Giuseppe Jato et San Cipirello avaient pris l'habitude de se réunir dans la frazione de Portella della Ginestra, à Piana degli Albanesi, pour célébrer la Fête du travail. Ce mouvement avait été initié par le médecin et politicien socialiste Nicola Barbato qui avait l'habitude de parler à la foule depuis un grand rocher, plus tard appelé le Rocher de Barbato. Cette tradition de réunion paysanne et socialiste fut interrompue durant la période fasciste puis reprise à la suite de l'effondrement de ce régime,.
Le massacre de Portella della Ginestra a lieu douze jours après la victoire surprise du « Bloc du Peuple » (Blocco del popolo en italien), surnom du Front démocratique populaire, coalition entre le Parti communiste italien (PCI) et le Parti socialiste italien (PSI), ayant remporté les élections régionales de la région autonome de Sicile les 20-21 avril 1947. Le Bloc du Peuple l'avait emporté avec 30,4 % des voix contre 20,5 % pour la Démocratie chrétienne et 9,5 % pour le Parti national monarchiste. De plus, en octobre 1947 devaient avoir lieu les élections nationales et, à la suite de la victoire de la gauche en Sicile, des rumeurs circulaient sur la création d'un régime communiste en Italie qui aurait été dirigé par le candidat national Palmiro Togliatti, si ce dernier gagnait les élections. En Sicile, le leader du Parti communiste sicilien, Girolamo Li Causi, promit de redistribuer les plus grandes propriétés terriennes et de les réduire à 100 hectares (247 acres) au maximum.
| Partis | Partis                                     | Nombre de votes | Votes en % | Sièges |
| ------ | ------------------------------------------ | --------------- | ---------- | ------ |
|        | Front démocratique populaire               | 591 870         | 30,4 %     | 29     |
|        | Démocratie chrétienne                      | 400 084         | 20,5 %     | 20     |
|        | Fronte dell'Uomo Qualunque                 | 287 698         | 14,8 %     | 12     |
|        | Parti national monarchiste                 | 185 423         | 9,5 %      | 10     |
|        | Mouvement pour l'indépendance de la Sicile | 171 470         | 8,8 %      | 9      |
|        | Parti social-démocrate italien             | 82 175          | 4,2 %      | 4      |
|        | Parti républicain italien                  | 74 570          | 3,8 %      | 3      |
|        | Union démocratique nationale               | 40 149          | 2,1 %      | 1      |
|        | Parti démocrate du travail                 | 30 179          | 1,5 %      | 1      |
|        | Autres                                     | 84 842          | 4,4 %      | 0      |
|        | Total                                      | 1 948 460       | 100 %      | 90     |

Sources: Istituto Cattaneo and Sicilian Regional Assembly

### Répression des mouvements paysans
Alors que beaucoup d'historiens voient le Massacre de Portella della Ginestra comme un complot de la mafia sicilienne et des forces politiques anti-communistes, comme le Parti Chrétien-Démocratique et les services de renseignements américains, dans le cadre de la Guerre froide, d'autres considèrent ce bain de sang comme l’aboutissement des luttes locales pour les droits fonciers et la réforme agraire dans la région de Piana degli Albanesi et de San Giuseppe Jato. Tout comme à la fin de la Première Guerre mondiale, la période d'après-guerre a vu une augmentation de la violence entre les propriétaires fonciers, soutenus par la mafia, et les mouvements paysans de gauche. Quelques semaines avant le massacre, le boss de la mafia de Piana degli Albanesi, Francesco Cuccia (it), et d'autres mafieux avaient demandé de l'argent aux grands propriétaires fonciers pour « Mettre fin au communisme une bonne fois pour toutes ». Ils avaient également clairement indiqué être prêts à aller au-delà des actes traditionnels de violence de la mafia qui avaient été utilisés contre le mouvement paysan socialiste avant la montée du fascisme dans les années 1920, comme lors du meurtre de six militants socialistes à Piana degli Albanesi,.
« Sans le consentement de la mafia à Piana degli Albanesi, à San Giuseppe Jato et à San Cipirello, Giuliano n'aurait jamais pu tirer et tuer à Portella della Ginestra », selon l'historien Francesco Renda. Renda fut entre autres un témoin oculaire du massacre. Ce matin-là du 1er mai, il était censé prendre la parole à Portella mais, étant arrivé en retard, il assista au drame sans être tué. Francesco Renda rappelle aussi qu’immédiatement après le massacre, les paysans de Piana degli Albanesi demandant justice menacèrent de tuer tous les mafieux de la province mais Renda leur rappela que « cela aurait été la provocation nécessaire à l'interdiction du Parti communiste ».

## Mémorial de Portella della Ginestra

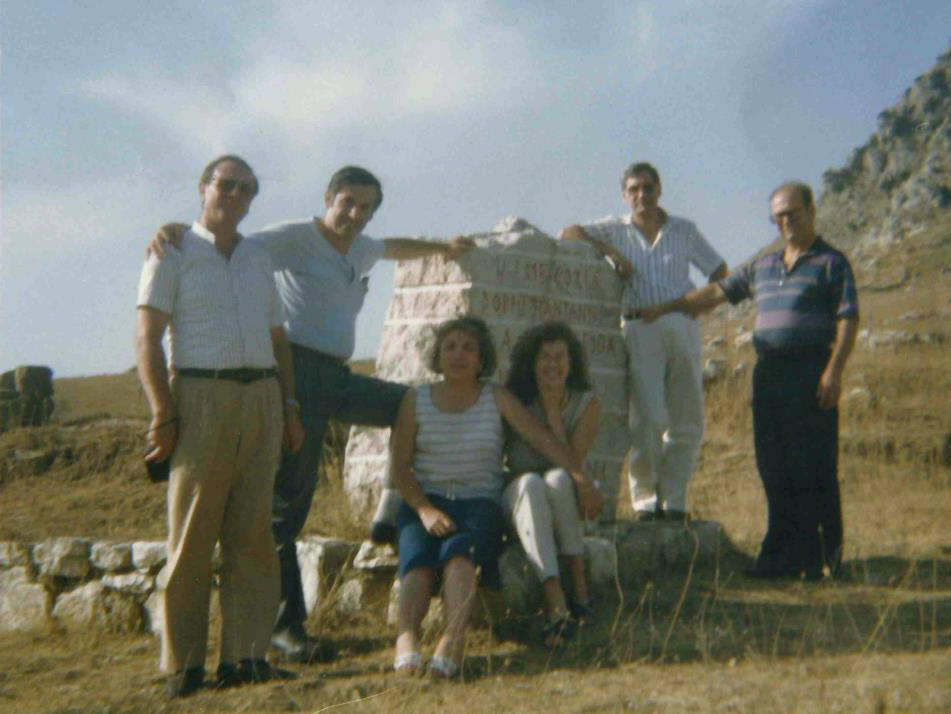
Représentants des communautés arberèches de Sicile, de Basilicate et des Pouilles devant le Mémorial de Portella della Ginestra en 1989.

## Culture populaire: films et littérature
L'événement est relaté dans le film de Francesco Rosi, Salvatore Giuliano (1962), entre les 57e et 60e minutes.

## Sources
- (it) Cet article est partiellement ou en totalité issu de l’article de Wikipédia en italien intitulé « Strage di Portella della Ginestra » (voir la liste des auteurs).

- (en) Cet article est partiellement ou en totalité issu de l’article de Wikipédia en anglais intitulé « Portella della Ginestra massacre » (voir la liste des auteurs).